# Adolf von Elern
Adolf Friedrich Matthias von Elern (* 10. Oktober 1791 in Schwerin; † 16. Mai 1859 in Lüneburg) war ein hannoverscher Generalmajor und Kommandant von Lüneburg.

## Leben

### Herkunft
Adolf war ein Sohn des mecklenburg-schwerinsche Offiziers Karl von Elern (1768–1802) dessen Ehefrau Maria Margarethe, geborene von Bülow (1769–1841), eine Tochter des Oberst Emanuel Friedrich von Bülow († 1789) aus dem Hause Möderitz.

### Militärkarriere
Elern kam 1813 aus der mecklenburgischen Grenadiergarde als Leutnant in das Bataillon Bremen und Verden. Dort wurde er am 15. April 1814 zum Hauptmann ernannt. Als solcher kam er am 1. März 1816 in das 6. Infanterie-Regiment und am 1. Juli 1833 in das 6. Linien-Bataillon. Am 1. Januar 1837 kam er als Major in das 2. leichte Bataillon, wo er am 8. November 1840 zum Oberstleutnant befördert wurde. Im Jahr darauf wurde er in das 6. Infanterie-Regiment versetzt. Von dort kam er 1844 als Kommandeur in das 2. leichte Bataillon, von wo er 1846 in das 4. Infanterie-Regiment kam. Dort wurde er 1848 zum Kommandeur ernannt und am 31. August 1849 zum Oberst befördert. Er wurde am 23. Mai 1851 pensioniert und als Kommandant nach Lüneburg versetzt. Dort erhielt er 1855 die Beförderung zum Generalmajor der hannoverschen Armee.
Während der Befreiungskriege kämpfte er in den Feldzüge 1813 und 1814 in Norddeutschland gegen die Franzosen sowie während des Sommerfeldzuges von 1815 bei Belle Alliance. Ferner kämpfte er 1848 im ersten schleswigschen Krieg.
Er war Inhaber des Ritterkreuzes des Guelphen-Ordens, der Waterloo-Medaille, des Wilhelms-Kreuzes, der Kriegsgedenkmünze von 1813, der Mecklenburg-schwerinschen Kriegsgedenkmünze und der Hanseatischen Ehren-Medaille.

### Familie
Elern heiratete Agnes von dem Knesebeck (1802–1888). Das Paar hatte mehrere Kinder:
- Julius (1824–1903), preußischer Generalmajor ⚭ 1861 Ernestine von Ahlefeld (1839–1922)
- Karl (1825–1871), preußischer Oberstleutnant

1860 Elsbeth Albrecht († 1861)
1865 Anna von Kleist († 1872)
- Albert (1829–1905), preußischer Oberstleutnant ⚭ 1868 Emma Söhlmann[5]
- Sophie (1835–1910) ⚭ 1852 Adolf von Boetticher (1817–1896), Oberregierungsrat[6]
- Marie (1841–1891) ⚭ 1865 Hermann von Arnswaldt (1841–1910)